# 热铁皮屋顶上的猫 (戏剧)
热铁皮屋顶上的猫（英文：Cat on a Hot Tin Roof）是美国作家田纳西·威廉斯的戏剧，為其最知名的一部也是其本人最喜欢的一部作品，於1955年獲得普利策奖。本剧设定在密西西比三角洲的一个富裕的种植园家庭中。该剧通过大爹地在患癌症后的家庭财产争夺，反映了诸多主题。例如唯物主义、谎言、性解放及贪婪等等。
该剧于1958年被改变成电影，请参见同名电影